# Nogi Maresuke
Nogi Maresuke est un nom japonais traditionnel ; le nom de famille (ou le nom d'école), Nogi, précède donc le prénom (ou le nom d'artiste).
 (décembre 2019).
Si vous disposez d'ouvrages ou d'articles de référence ou si vous connaissez des sites web de qualité traitant du thème abordé ici, merci de compléter l'article en donnant les références utiles à sa vérifiabilité et en les liant à la section « Notes et références ».
Nogi Maresuke (乃木希典, Nogi Maresuke), né le 25 décembre 1849 à Edo et mort le 13 septembre 1912 à Tokyo, est un général japonais de l'armée impériale japonaise et un gouverneur général de Taïwan.
Il était l'un des commandants lors de la bataille de Lüshunkou (Chine) en 1894.
Il était également une figure éminente de la guerre russo-japonaise, qui s'est déroulée de 1904 à 1905, en tant que commandant des forces, qui avait, par ailleurs, pris Port-Arthur aux armées russes.
Au Japon impérial, il était un héros national, en tant que modèle de loyauté féodale et de sacrifice de soi, allant même jusqu'au suicide. Durant la rébellion de Satsuma, il perdit au combat une bannière de l'empereur. Pour se racheter, il puisa dans ses forces pour la récupérer, son courage suicidaire était tel qu'il continua jusqu'à obtenir l'ordre d'arrêter.
Après la guerre russo-japonaise, malgré ses victoires, il se sentit coupable de la perte de plusieurs de ses hommes, et se rendit face à l'empereur Meiji, pour obtenir l'autorisation d'effectuer le seppuku. Celui-ci refusa catégoriquement, et le nomma commandant de l'école des cadets.
Ces deux événements, mêlés au désir de ne pas survivre sans son maître (junshi), ont motivé son suicide, le jour des funérailles de l'empereur Meiji.
Son exemple a revitalisé la pratique du suicide seppuku par les samouraïs, disparu pourtant depuis la fin des années 1800.

## Biographie

### Jeunesse
Nogi Maresuke naquit fils d'un samouraï, à la résidence Edo (aujourd'hui Tokyo), du clan Chōfu de Chōshū (aujourd'hui préfecture de Yamaguchi).
Il nait le 11 novembre 1849, selon l'ancien calendrier lunaire japonais, ou le jour de Noël, selon le nouveau.
Son nom d'enfance était "Mujin", qui signifie littéralement "personne", pour empêcher les mauvais esprit de lui nuire.
À l'âge de 18 ans, il fut renommé Nogi Bunzō.

### Début de carrière militaire
En novembre 1869, sur l'ordre du seigneur du domaine de Nagato, Nogi Maresuke s'engage dans la Fushimi Goshin Heisha — littéralement, la « caserne de Garde loyale de Fushimi » —, pour être initié aux méthodes françaises, et ainsi servir l'armée du domaine.
À la fin de sa formation, il fut réaffecté à la caserne Kawatō, à Kyoto, en tant qu’instructeur, puis sous le rôle d’entraîneur de l'armée du domaine de Toyōra, chargé des troupes de défense du littoral.
En 1871, Nogi est nommé commandant dans la très récente armée impériale japonaise. Il se renomma alors « Maresuke », en se servant d'une kanji du nom de son père.
En 1875, il devient l'attaché du 14e régiment d'infanterie.
L'année suivante, en 1876, Nogi est nommé officier d'état-major de la troupe régionale, à Kumamoto et se fait transférer au commandement du 1er régiment d'infanterie.
Pour son service durant la rébellion de Satsuma, face aux forces de Saigō Takamori à Kyūshū, il est promu lieutenant-colonel le 22 avril 1877.
Au cours d'une terrible bataille de cette époque, il perd la bannière régimentaire du 14e régiment d'infanterie, considérée comme la propriété de l'empereur, qui fut volée par l'ennemi. Nogi considérait cela comme une erreur si grave qu'il l'avait citée comme raison de son suicide ultérieur.
Le 29 avril 1880, il est promu colonel.
Promu général de brigade le 21 mai 1885, Nogi se rend en Allemagne avec Kawakami Sōroku en 1887 pour étudier la stratégie et les tactiques militaires européennes.
En 1894, durant la première guerre sino-japonaise, Nogi commande la 1re brigade d'infanterie qui pénètre dans les défenses chinoises et occupe avec succès Port-Arthur, en seulement une journée de combat. À ce titre, il était commandant en chef lors du massacre de Port-Arthur.
L'année suivante (1895), il est promu général de division (le 29 avril 1895), puis affecté à la 2e division chargée de l'invasion de Taïwan. Nogi Maresuke restera au sein des forces d'occupation à Taïwan jusqu'en 1898. Il occupera le poste de Gouverneur Général des colonies de Taiwan du 14 octobre 1896 au 26 février 1898. À ce titre, il dirigeait les opérations de suppression militaire et massacres de la résistance, comme lors de la Bataille de Changhsing en novembre 1896 ou lors des actions de guerrilla qui ont suivi.
En 1899, il fut rappelé au Japon et fut responsable de la onzième brigade d'infanterie, nouvellement formée, basée a Kagawa.

### Carrière politique
Infra guerre[pas clair], Nogi Maresukei fut nommé troisième gouverneur général japonais de Taiwan, du 14 octobre 1896 à février 1898.
Lors de son déménagement à Taiwan, sa mère décède du paludisme. Cet événement motivera Nogi par la suite à prendre des mesures pour améliorer les infrastructures de soins de santé de l'île.
Pourtant, à contrario de beaucoup de ses officiers contemporains, il n'a exprimé aucun intérêt à poursuivre sa carrière politique.

### Guerre russo-japonaise
En 1904, Nogi Maresuke est rappelé au service actif à l’occasion du commencement de la guerre russo-japonaise, et promu général de corps d'armée, puis nommé commandant de la 3e armée japonaise, avec un effectif initial d'environ 90 000 hommes, chargé de la prise du Port Arthur aux Russes.
Nogi Maresuke et ses forces sont arrivés peu de temps après la bataille de Nanshan, durant laquelle son fils aîné (Katsunori), servant pour la 2e armée japonaise, périt.

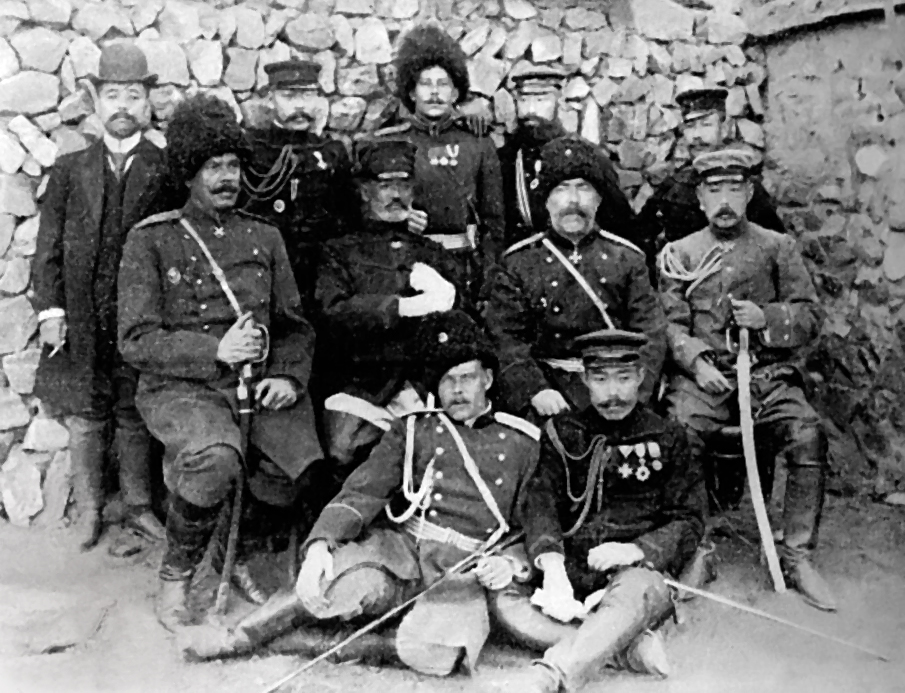
Le général Nogi, assis au centre, pose au côté des troupes russes du général Anatoly Stessel, après que celles-ci se soient rendues, à Port Arthur, le 2 janvier 1905.

En progressant lentement dans la péninsule du Liaodong, Nogi rencontra une résistance bien plus véhémente et des fortifications multipliées par rapport à celles qu'il avait connu dix ans plus tôt face aux Chinois.
L'attaque en opposition contre Port Arthur a très rapidement tourné au siège du port, engagement qui s'est déroulé du 1er août 1904 au 2 janvier 1905, causant des pertes considérables du côté japonais.
En raison du nombre croissant vertigineux de victimes et à l'incapacité qu'éprouve Nogi à surmonter les défenses du Port, le gouvernement et les forces armées japonaises demandèrent sa destitution de son commandement.
Cependant, dans une action sans précédent, l'Empereur Meiji s'exprima lors d'une réunion du Conseil suprême de guerre ; il défendit Nogi, et exigea qu'il soit maintenu à son commandement.
À la suite de la chute de Port Arthur, il est considéré comme un héros national.
Il dirigea par la suite la Troisième armée face aux forces russes, lors de la bataille de Mukden, qui mettra un terme à la phase des combats terrestres de la guerre.
L'historien britannique Richard Storry a souligné que Nogi avait inculqué aux hommes placés sous son commandement les traditions japonaises des samouraïs, de sorte que « la conduite des Japonais durant la guerre russo-japonaise à l'égard des prisonniers et des civils chinois avait gagné le respect, et même une sorte d'admiration dans le monde ».

### Katsunori et Yasunori
Les deux fils de Nogi Maresuke, Katsunori et Yasunori, tous deux lieutenants d'armées durant la guerre Russo-japonaise, moururent au combat.
Bien que Katsunori, (28 août 1879 - 27 mai 1904), fut un enfant malade, il parvint néanmoins à entrer dans l'académie militaire impériale au bout de sa troisième tentative. Frappé à l'abdomen lors de la bataille de Nanshan, il décède à la suite d'une perte importante de sang, dans un petit hôpital de campagne, au cours d'une intervention chirurgicale.
Yatsunori, né le 16 décembre 1881 et décédé le 27 mai 1904 (le même jour que son frère), sous-lieutenant à Port-Arthur, chuta dans une pente rocheuse, mourant sur le coup en se frappant le crâne. Il reçut, à titre posthume, une promotion que le hissa au rang de Lieutenant. Il fut enterré par Nogi, au cimetière d'Aoyama.

### Fin de la guerre
À la fin de la guerre, Nogi Maresuke rédigea un rapport adressé directement à l'empereur Meiji, lors d'un Gozen Kaigi.
Lorsqu'il explique en détail les batailles du siège de Port-Arthur, il s'effondra en pleurant, s'excusant pour les 56 000 vies perdues au cours durant la guerre, et il demanda l'autorisation de se suicider.
L'empereur lui répondit que le suicide était inacceptable, car toute la responsabilité de la guerre revenait aux ordres impériaux, et qu'il se devait rester en vie.

### Carrière d'après-guerre
Placé à la tête de Gakushūin de 1908 à 1912, Nogi Maresuke fut le mentor du jeune Hirohito (alors appelé prince Michi), et fut probablement l'influence la plus importante sur la vie du futur empereur du Japon.
Il consacra l'essentiel de sa fortune personnelle dans des hôpitaux pour blessés et dans des monuments commémoratifs érigés dans tout le pays pour commémorer les victimes de la guerre russo-japonaise.
Il demanda également au gouvernement japonais d'ériger un monument commémoratif de style russe à Port-Arthur à l'intention des victimes russes durant la guerre.
À titre posthume, Nogi fut élevé au titre de comte, et reçut l'ordre du Soleil Levant avec des fleurs de Paulownia, Grand Cordon, en 1917.

### Scoutisme
Nogi Maresuke fut également une figure importante du Scoutisme au Japon, à l'image de son voyage en Angleterre, en 1911, en compagnie de Higashifushimi Yorihito, pour le couronnement du roi George V.
En tant que "défenseur de Port-Arthur", il fut présenté au Général Robert Baden-Powell, le "défenseur de Mafeking", par Lord Kitchener.

### Famille
Le 27 août 1876, Nogi Maresuke épouse Shizuko, la quatrième fille d'un samouraï de Satsuma, Yuji Sadano, alors âgée de 20 ans.
Comme il avait 28 ans, il s'agissait pour lui d'un mariage très tardif, l'âge moyen du mariage étant situé au début de la vingtaine à cette époque.
Le 28 août 1877, leur premier fils, Katsunori, est né. Nogi achète ce jour-là sa première maison, située à Niizakamachi, Akasaka, à Tokyo. En 1879, son deuxième fils, nommé Yasunori, pousse ses premiers cris. Ses deux fils mourront le 27 mai 1904, dans des circonstances très différentes, lors de la Guerre russo-japonaise.
Sa mère décède lors de son déménagement pour Taïwan.

### Décès

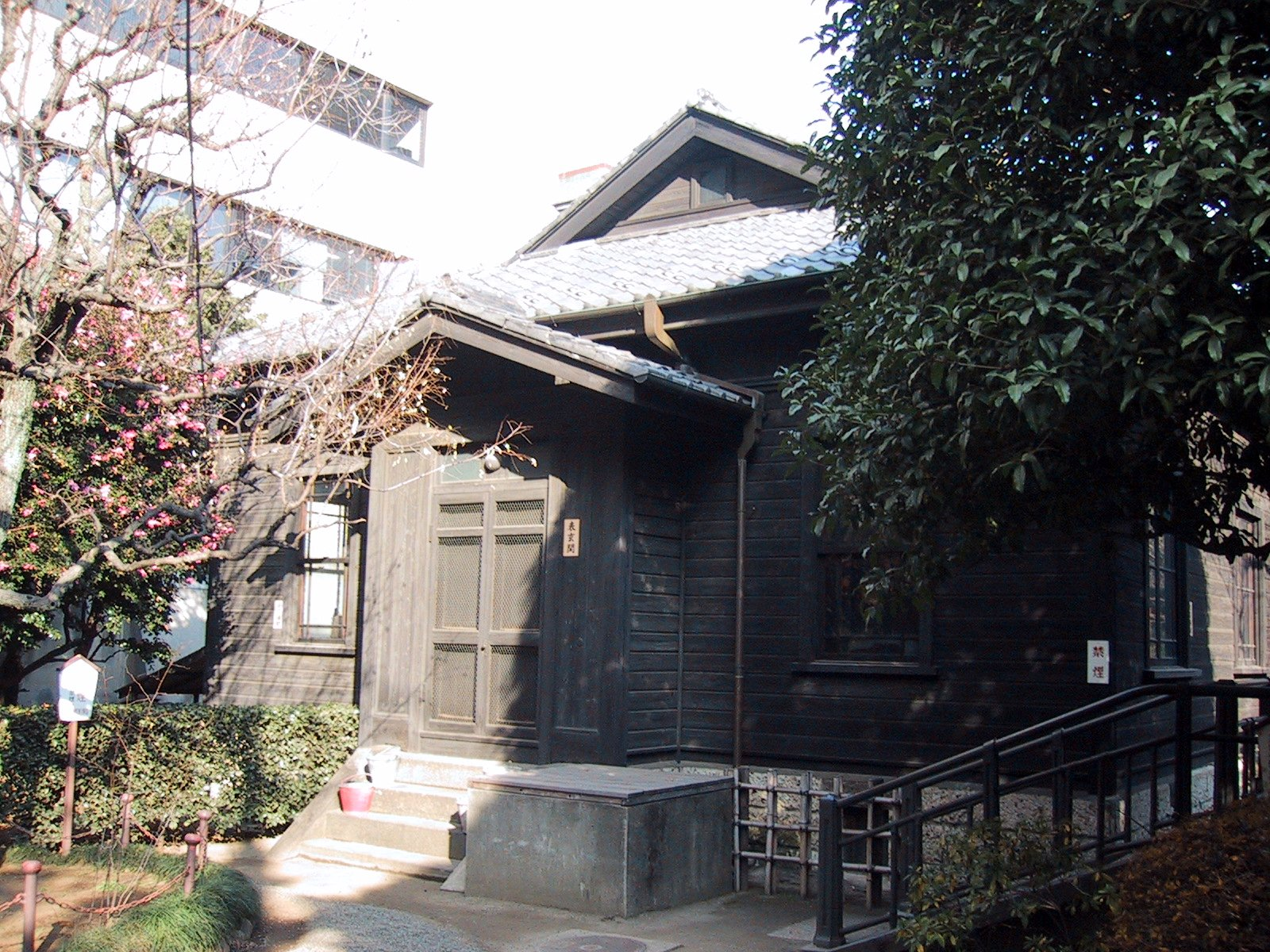
Maison de Nogi Maresuke à Nogizaka.

Nogi Maresuke et son épouse Shizuko se donneront la mort peu après le départ du cortège funèbre de l'Empereur Meiji. Le suicide rituel était une pratique des samouraïs, qui consistait à suivre son maître jusqu'à la mort (junshi).
Il rédigea une lettre de suicide, dans laquelle il indique les principales raisons de son acte, comme sa honte à Kyūshū, et les milliers de victimes à Port-Arthur.
Il fait également don de son corps à la science médicale.
Les quatre membres de la famille Nogi sont enterrés dans le cimetière d'Aoyama, à Tokyo.
Dans le cadre du shintoǐsme d'état, Nogi est vénéré au même titre qu'un kami, et le sanctuaire Nogi-jinja, un sanctuaire shinto en son honneur, existe toujours sur le site de sa maison à Nogizaka.
Sa mémoire est également honorée dans d'autres lieux dispersés dans tout le pays, tels que le sanctuaire Nogi à Fushimi.

## Postérité
Le seppuku de Nogi Maresuke eut un retentissement dans l’entièreté du Japon, faisant sensation et suscitant la controverse.

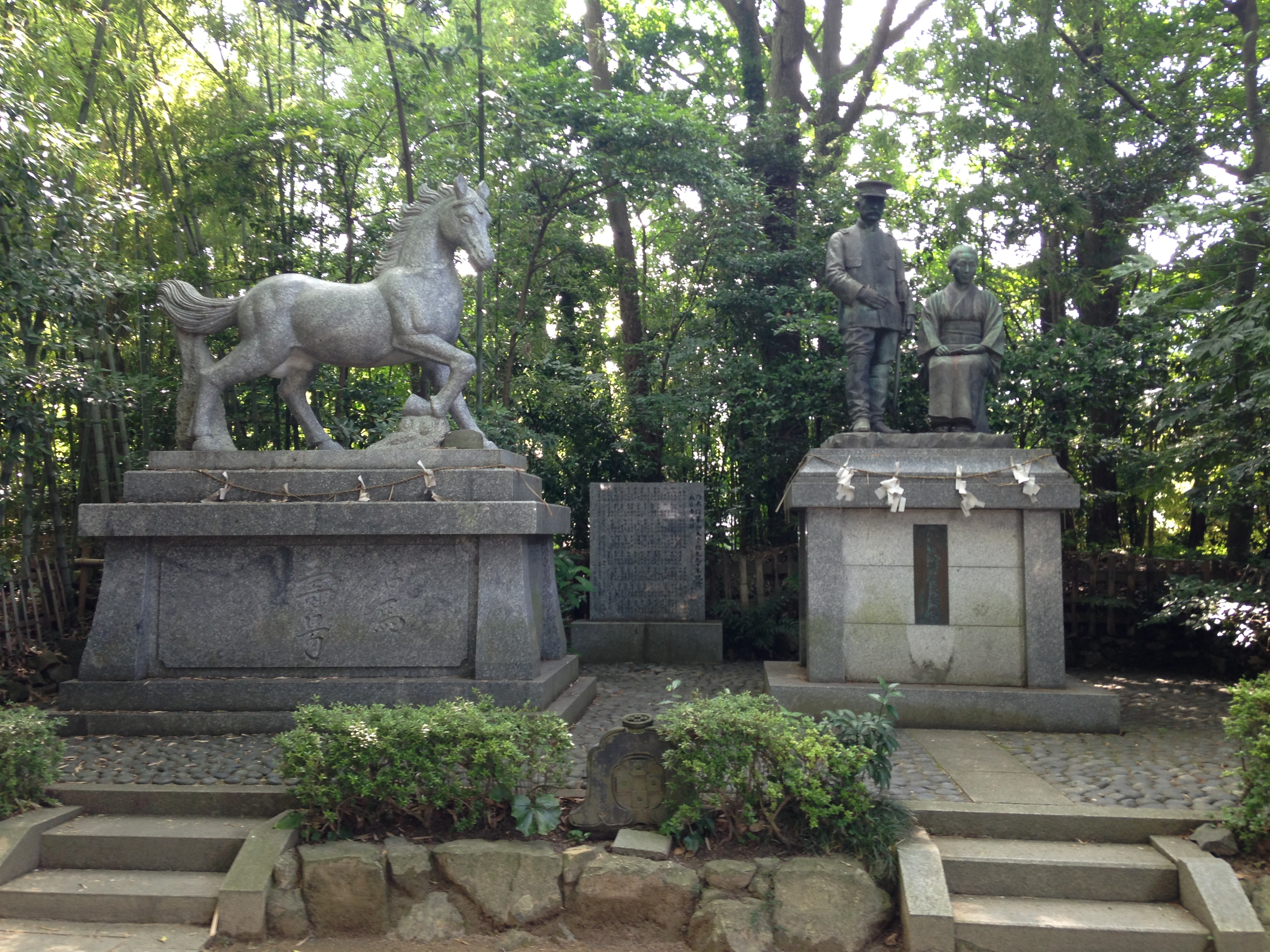
Statue à l'effigie de Nogi Maresuke, accompagné de son épouse et de son cheval Sugo, dans le sanctuaire Nogi, à Chofu.

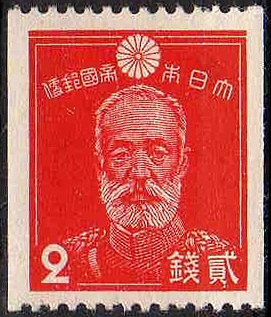
Le général Nogi sur un timbre à son effigie.

Certains auteurs affirmèrent que cela reflétait le dégoût de Nogi envers le déclin des valeurs morales de la fin de l'ère Meiji.
D'autres ont évoqué directement les propres notes de suicide de Nogi, qualifié d'acte d'expiation pour ses erreurs lors de sa carrière militaire.
Dans chacun des cas, le décès de Nogi Maresuke a marqué la fin d'une époque, et un impact profond sur des écrivains contemporains, à l'image de Mori Ōgai, Kuroiwa Ruikō ou encore Natsume Sōseki.
Pour la population, Nogi Maresuke est devenu un symbole de loyauté sans faille et de sacrifice.
Le roman historique épique Saka no Ue no Kumo dépeint Nogi Maresuke comme se battant au siège de Port Arthur et devant être remplacé par Kodama Gentarō. 
Les années suivantes, plusieurs livres historiques parurent, contant l'histoire de Nogi Maresuke, et montrant qu'il fut un leader compétent et un héros.

## Écritures
Nogi Maresuke est également considéré au Japon en tant qu'écrivain. Ses poèmes, rédigés en kanshi (utilisant des caractères chinois), étaient particulièrement populaires parmi les Japonais de son époque.
Trois de ses poèmes rédigés en Kanshi sont célèbres.
Après la bataille de Nanshan, où il perdit son fils aîné, il écrivit :
| 金州城外の作                                                | Écrit en dehors des Murs de Jinzhou |
| ----------------------------------------------------------- | --- |
| 山川草木轉荒涼 十里風腥新戰場 征馬不前人不語 金州城外立斜陽 | "Montagne et rivière, arbres et herbes, tous desolés, Dans les dix "li", l'odeur de sang est répandue sur le nouveau champs de bataille. Mon brave cheval ne veut bouger, les soldats ne parlent pas. Et je me tiens à l'extérieur de la ville de Jinzhou, au soleil couchant. |

À la suite de la bataille de 203 Hill, au cours de laquelle il perd son deuxième enfant, il se lamenta :
| 靈山                                                          | La montagne de ton âme |
| ------------------------------------------------------------- | --- |
| 靈山 嶮 豈 難 攀 功名期克男子艱 鐵血覆±±山形改 萬人齊仰爾靈山 | Pouvons-nous dire que c'était facile de grimper la montagne de ton âme ? N'était-ce pas difficile parce que les hommes étaient en quête de leur honneur ? La montagne a changé de forme, elle est couverte de fer et de sang. Une foule admire unanimement, la montagne de ton âme. |

Et, intra la guerre russo-japonaise, il écrit :
| 凱旋                                                        | Triomphe |
| ----------------------------------------------------------- | --- |
| 皇師百萬征強虜 野戰攻城屍作山 愧我何顔看父老 凱歌今日幾人還 | Des millions d'armée impériale en croisade contre de puissants barbares, La bataille et le siège ont abouti à une montagne de cadavres, Je ne veux pas revenir car j'ai trop honte, Que malgré le triomphe, si peu d'hommes soient revenus. |